# Sult-priset
Sult-priset (norska: Sult-prisen) är ett norskt litterärt pris som från 1998 årligen utdelas av Gyldendal Norsk Forlag. Priset ska gå till ett eminent yngre författarskap, oberoende av vilket förlag författaren är knuten till. År 2019 var priset 250 000 norska kronor.

## Pristagare

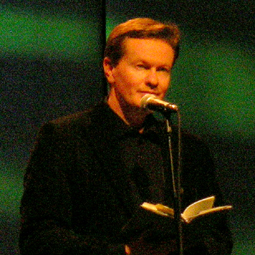
Steinar Opstad fick priset 2006

- 1998 – Jonny Halberg
- 1999 – Hanne Ørstavik
- 2000 – Thure Erik Lund
- 2001 – Øyvind Rimbereid
- 2002 – Trude Marstein
- 2003 – Tone Hødnebø
- 2004 – Nils–Øivind Haagensen
- 2005 – Pedro Carmona–Alvarez
- 2006 – Steinar Opstad
- 2007 – Kyrre Andreassen
- 2008 – Carl Frode Tiller
- 2009 – Gunnhild Øyehaug
- 2010 – Ingrid Storholmen
- 2011 – Gaute Heivoll
- 2012 – Ingvild H. Rishøi
- 2013 – Eirik Ingebrigtsen
- 2014 – Alfred Fidjestøl
- 2015 – Lars Petter Sveen
- 2016 – Johan Harstad
- 2018 – Maria Parr
- 2020 – Morten Langeland